# Роб Гелфорд
Роберт Джон Артур «Роб» Ге́лфорд (англ. Robert John Arthur "Rob" Halford; нар. 25 серпня 1951, Саттон-Колдфілд, Бірмінгем, Велика Британія) — британський музикант, автор пісень та продюсер, у першу чергу знаний як вокаліст британського хеві-метал-гурту Judas Priest (у 1973—1991 рр. і з 2003 року до сьогодні). За версією журналу «Classic Rock» займає 9-те місце в рейтингу найкращих фронтменів рок-музики.
Покинувши колектив в 1993 році на хвилі спаду інтересу до металу, Гелфорд довгий час експериментував з різними музичними жанрами, що не викликало розуміння у давніх шанувальників співака. Проте, повернувшись до традиційного металу, він як сольний виконавець досяг успіху, куди більшого, ніж користувався на той момент покинутий ним гурт. Повернення Гелфорда в Judas Priest в 2003 році повернуло гуртові колишню популярність, але водночас не стало перешкодою для сольної кар'єри музиканта в рамках його власного гурту Halford.
За потужні вокальні дані і значний внесок у розвиток метала Гелфорд отримав прізвисько «Metal God» (укр. Бог металу).

## Біографія

### Ранні роки
Роб Гелфорд народився 25 серпня 1951 року в Саттон-Колдфілд, Англія. Ім'я Артур передавалося у сім'ї у спадок: це було по-батькові батька та ім'я діда. Через рік народилася сестра Роба, Сью, і батькам дали муніципальне житло на Лічфілд–роуд у Волсоллі. 1953–го року сім'я переїхала на Кевін-роуд, 38, до будинку на Бічдейл Естейт.
Батько був запасом королівських ВПС і прагнув, щоб його призвали у військово-повітряний флот. Натомість його відправили до армії і другу світову війну батько провів на рівнині Солсбері. Батькова пристрасть до літаків передалася і Роберту: вони разом збирали модельки літаків Airfix — бомбардувальників «Літаюча фортеця», винищувачів «Вулкан» та «Ураган»; їздили на аеродром і спостерігали, як злітають планери. Кілька разів їздили до лондонського аеропорту Хітроу, щоб дивитися на те, як злітають літаки.
Мати, як і багато жінок, не працювала на той час. Вона весь день прибирала і утримувала будинок в ідеальному порядку та чистоті.
У школі Гелфорд, за його власними словами, не був ні забіякою, ні надто тихою дитиною. Якщо його цікавив предмет, то він старався, якщо ні, то зазвичай прогулював. Його улюбленими предметами були музика, англійська мова і, перш за все, історія. Вокальні здібності Роба вперше виявилися у віці 8 років, коли він співав у шкільному хорі. Але талант хлопчика не отримав свого розвитку, поки, ставши підлітком, Гелфорд не виявив активнішого інтересу до музики. У своєму першому гурті він опинився ще будучи 15-річним школярем. Колектив називався Thakk, його соло-гітаристом був шкільний учитель. Зазвичай гурт виконував кавери пісень The Yardbirds, Free, Джимі Гендрікса і The Rolling Stones. За словами Гелфорда в той час він серйозно не захоплювався музикою, і, закінчивши школу, абсолютно не уявляв чим хоче займатися далі. Незабаром Гелфорд прочитав у місцевій газеті рекламу про прийом на роботу до Великого театру в Вулвергемптоні, де з великим задоволенням почав працювати. Хлопець працював учнем освітлювача та зіграв кілька аматорських ролей на сцені. Хоча він пробув на цій роботі всього пару років, у Роба, за власними словами, саме тоді з'явилося справжнє бажання виступати на сцені. Саме воно, а також страх, що можна тренуватися роками, і в результаті опинитися поряд з підмостками, змусили хлопця покинути роботу та «спробувати інший підхід, який може дати якнайшвидші результати».

### Judas Priest
Гелфорд познайомився з басистом і співзасновником Judas Priest Іеном Гіллом через свою сестру, яка на той час зустрічалася з Гіллом. Роб, який на той момент працював менеджером магазину чоловічого одягу, приєднався до гурту як вокаліст, привівши з собою барабанщика Джона Гінча з його попереднього гурту Hiroshima. Гелфорд і Гінч відіграли свій перший концерт з Judas Priest у травні 1973 року в Таунхаузі у Веллінгтоні. Виступ був записаний і частково випущений у 2019 році на збірнику Downer-Rock Asylum на лейблі Audio Archives.

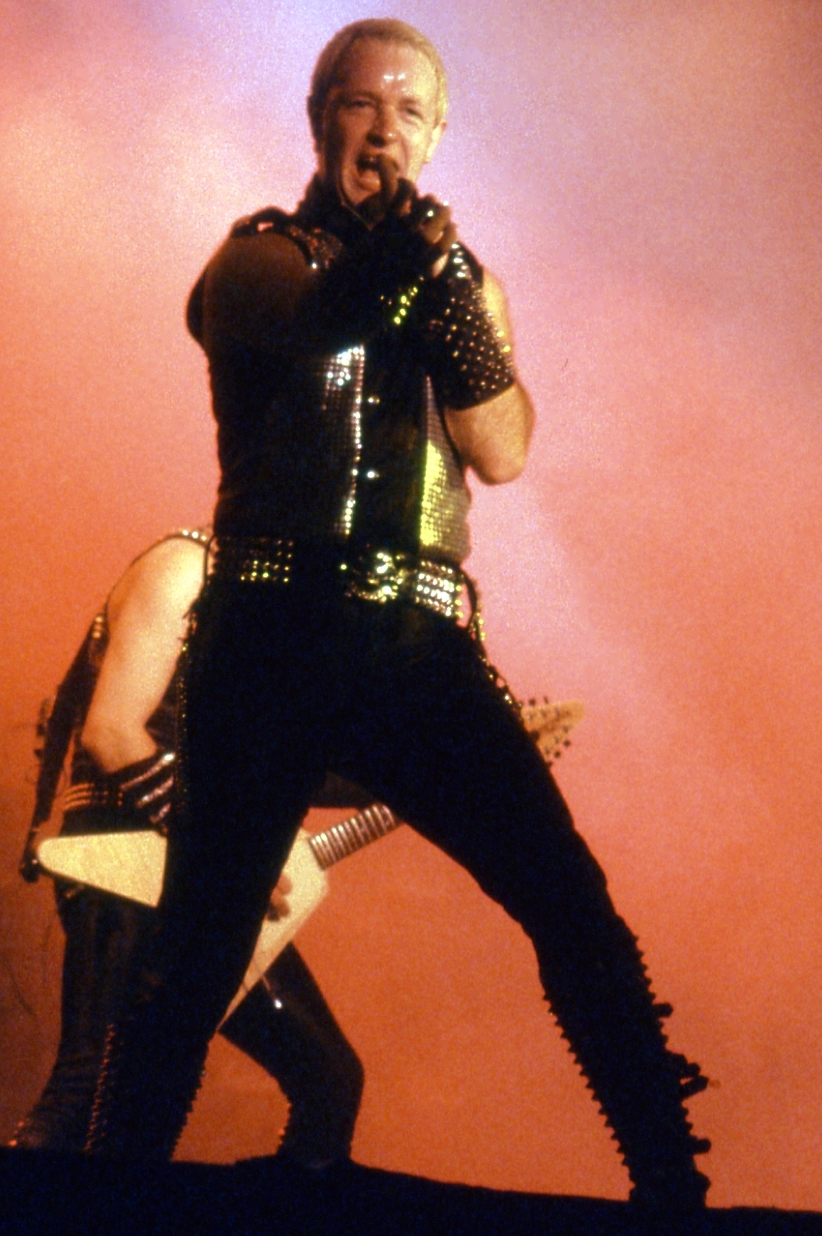
Гелфорд у 1984 році

У 1974 році він дебютував у записі першого альбому гурту Rocka Rolla. Він продовжував грати у складі Judas Priest протягом 1970-х і 1980-х років. 1990 року Гелфорд з'явився з новими татуюваннями, що включали зігнутий хрест Judas Priest на правій руці і кільце на іншій, а також кілька татуювань на плечах. Він також почав голити голову.
В останній день туру на підтримку Painkiller у серпні 1991 року на концерті в Торонто Гелфорд виїхав на сцену на великому мотоциклі Harley-Davidson, одягнений у мотоциклетну шкіряну куртку, як частина шоу. Сценічний стояк вийшов з ладу, і він зіткнувся з напівпіднятим барабанним стояком і впав з нього, зламавши при цьому ніс. Він ненадовго втратив свідомість, поки гурт виконував першу пісню. Прийшовши до тями, Гелфорд повернувся і завершив виступ. Роб давно хотів зайнятися сольним проєктом і мав на це благословення від членів свого гурту. Керівник студії сказав йому, що для цього йому доведеться технічно «піти» з Judas Priest, і він написав заяву, в якій вказав на свою зацікавленість у сольному проєкті. Лист просочився в мережу і був вирваний з контексту, в якому йшлося про те, що він залишає гурт. Через особисті проблеми, пов'язані з конфліктом, він не зміг пояснити, що сталося, і минуло більше десяти років перш ніж він знову зв'язався з гуртом і приєднався до нього.

### Fight
Незабаром після відходу з Judas Priest він заснував гурт Fight з барабанщиком Скоттом Тревісом, басистом Джеком «Джей-Джеєм» Брауном і гітаристами Браяном Тільзе та Расселом Перрішем. Перший альбом War of Words вийшов у 1993 році, за ним послідував наполовину живий, наполовину реміксований міні-альбом Mutations у 1994 році. 1994 року відбувся тур на підтримку альбому. Другий альбом A Small Deadly Space вийшов у 1995 році. На його підтримку також відбувся тур. У той час як War of Words був прямолінійним метал-альбомом, A Small Deadly Space мав більш гранжеве звучання, що робило його менш привабливим для шанувальників, які вже встигли полюбити перший альбом. Коли гурт готувався розпочати роботу над третім альбомом, вони розпалися, припинивши таким чином співпрацю зі своїм лейблом Epic Records. 20 грудня 1997 року відбулося коротке возз'єднання з половиною початкового складу для одноразового виступу, після чого гурт знову розпався. В інтерв'ю 2015 року Гелфорд обмірковував можливість реформації Fight.

### 2wo
У 1997 році Роб співпрацював з гітаристом Джоном Лоурі, щоб сформувати індастріал-гурт під назвою 2wo. Вони випустили свій єдиний альбом Voyeurs у 1998 році, який був спродюсований Трентом Резнором і випущений на його лейблі Nothing Records.

### Halford

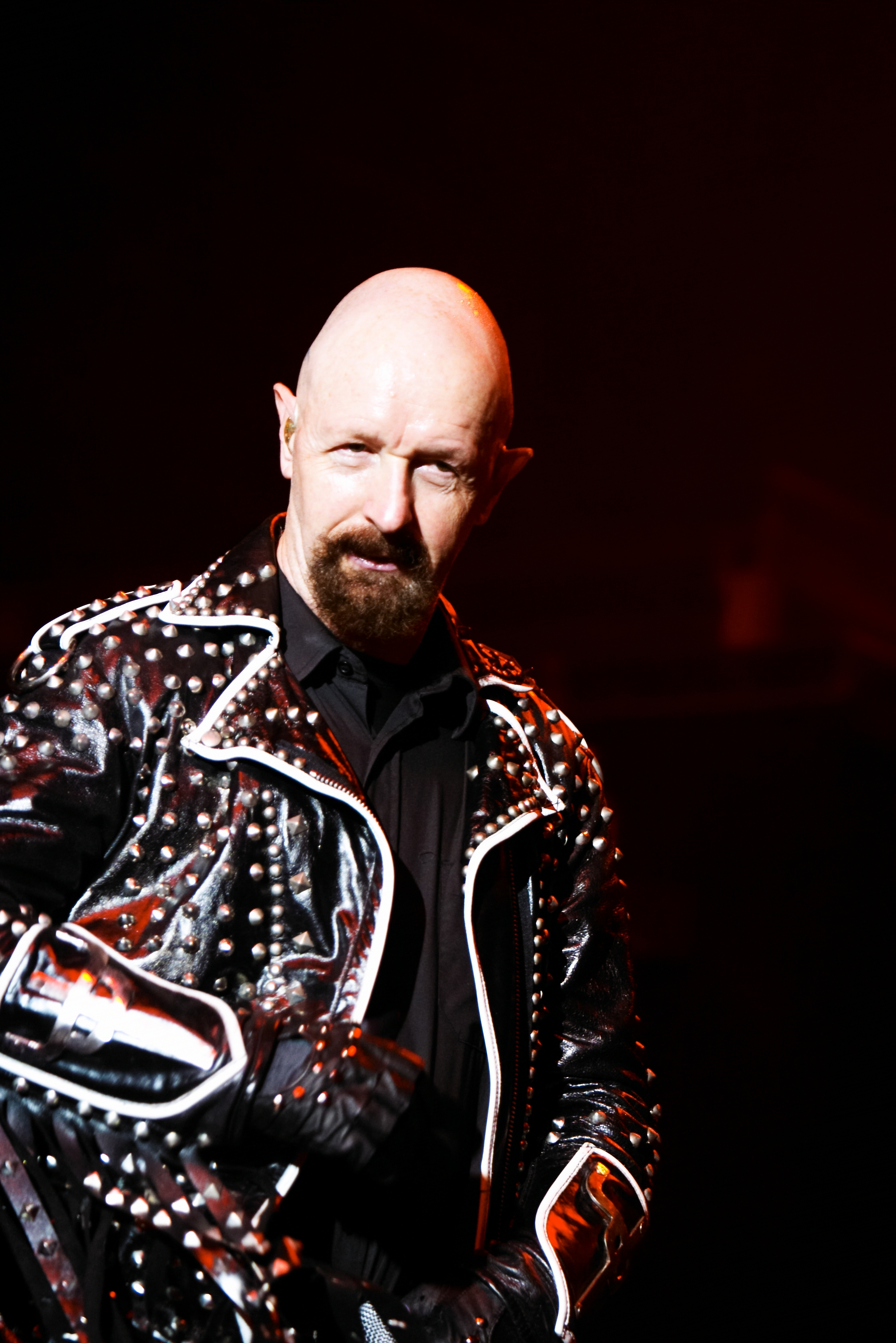
Гелфорд у 2004 році

У 1999 році Гелфорд повернувся до свого металевого коріння і заснував сольний гурт. Альбом Resurrection був випущений у 2000 році і отримав схвальні відгуки критиків. На підтримку альбому гурт вирушив у турне з Iron Maiden і Queensrÿche. 2001 року вийшов концертний альбом під назвою Live Insurrrection. За ним послідував другий альбом Crucible у 2002 р. У 2010 році Halford випустили концертний DVD під назвою Live in Anaheim і четвертий студійний альбом Halford IV: Made of Metal.

### Возз'єднання з Judas Priest
Возз'єднання Роба з Judas Priest стало результатом багаторічних спекуляцій на тему того, коли він більше не буде у складі гурту, принаймні з моменту виходу альбому Resurrection, який, як стверджували деякі критики, звучав більш схоже на Judas Priest, ніж попередній альбом гурту Jugulator. Спочатку Гелфорд виключав таку можливість, але потім передумав, заявивши у 2002 році, що «інстинкт підказує мені, що в якийсь момент це станеться».
У липні 2003 року він повернувся до складу Judas Priest і вирушив у турне у 2004 році на честь свого повернення. 2005 року гурт випустив альбом Angel of Retribution. Світовий тур супроводжував реліз і відзначив 30-річчя гурту. 2008 року вийшов альбом Nostradamus.
У 2011 році Judas Priest вирушили у те, що було оголошено останнім світовим турне гурту під назвою Epitaph. Після оголошення туру Гелфорд заявив, що продовжить рухатися вперед зі своєю сольною групою.
Незважаючи на оголошення про «фінальний тур» у 2011 році, Гелфорд і Judas Priest (за винятком К. К. Даунінґа, який покинув гурт перед туром Epitaph) записали ще один альбом, Redeemer of Souls, який був випущений у 2014 році, альбом був підтриманий концертним туром.
Згодом гурт випустив альбоми Firepower у 2018 та Invincible Shield у 2024 роках.

### Живі виступи
Роб виступив як вокаліст Black Sabbath на трьох концертах. Він замінив Ронні Джеймса Діо на два вечори в листопаді 1992 року, коли Діо вирішив не відкривати концерт Оззі Осборна. Гелфорд також замінив Осборна в Black Sabbath 26 серпня 2004 року на концерті Ozzfest в Камдені, оскільки Осборн не зміг виступити через бронхіт.
У 2001 році Гелфорд приєднався до Sum 41 на сцені під час телевізійного концерту на честь 20-річчя MTV разом з барабанщиком Томмі Лі, щоб виконати «You've Got Another Thing Comin'» як фінальну пісню попурі.
Він тричі виходив на сцену з Metallica, де вони виконували пісню «Rapid Fire»: у 1994 році в останній день туру Shit Hits the Sheds, у 2011 році в клубі Філмор на святкуванні 30-річчя гурту і в 2013 році на п'ятій щорічній церемонії вручення нагород Revolver Golden Gods в Лос-Анджелесі.
Гелфорд двічі виходив на сцену разом із Pantera. Перший виступ відбувся у 1992 році, де він заспівав пісні «Metal Gods» і «Grinder», а другий — у 1997 році, де він заспівав пісню «Grinder».
У липні 1997 року Гелфорд приєднався до квіркор-гурту Pansy Division на сцені, де виконав пісню «Breaking the Law».
Роб приєднався до Babymetal на сцені 18 липня 2016 року на церемонії Alternative Press Music Awards у Клівленді, де вони виконали попурі з пісень «Painkiller» і «Breaking the Law».

## Голос і стиль

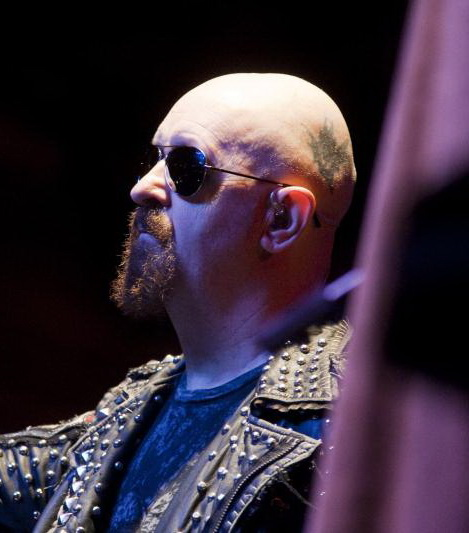
Гелфорд у 2010 році

Гелфорд — володар одного з найсильніших і найвищих голосів у металі, що разом з його артистичною харизмою дає йому змогу виконувати пісні в дуже широкому вокальному діапазоні. Продюсер Гелфорда Рой Зі в одному зі своїх інтерв'ю заявив, що Роб має близько 16 різних голосів. Також він розповів історію про те, як під час одного з саундчеків у гурту виникли проблеми з мікрофоном для вокаліста, і, в той час як музиканти грали на повну гучність, Роб співав без мікрофона, і його голос проривався крізь музику з колонок. Також кажуть, що на одному з концертів 1975 року Гелфорд побив позначку в 1610 Гц. Водночас, всупереч поширеній думці, співак бере надвисокі ноти, не зриваючись на фальцет. У 2023 році журнал «Rolling Stone» поставив Гелфорда на 129 місце у своєму списку 200 найкращих співаків усіх часів.

Проте, з часом Робу, за його власним зізнанням, все важче у фізичному плані виконувати деякі складні композиції. В інтерв'ю журналу «Classic Rock» він зізнався: 
«Я знаю, що деякі речі заспівати вже не в змозі — поки що в мене виходить „Run of the Mill“, але співати її доводиться в іншому стилі.»
Серед співаків, які вплинули на нього, Роб називає Літл Річарда, Елвіса Преслі, Дженіс Джоплін і Роберта Планта. На нього також вплинула музика Джимі Гендрікса, The Beatles, Cream, Девіда Бові, King Crimson, The Rolling Stones, Джона Мейолла та Еліса Купера.
Гелфорд також відомий своїм новаторством у сфері сценічного іміджу, оскільки саме він привніс в антураж металістів шкіряний одяг, металеві заклепки і ланцюги, запозичені ним у секс-шопах. Ці елементи одягу вже давно стали невіддільною частиною сценічних костюмів метал-гуртів і одягом шанувальників цього жанру, проте, як і раніше, не так багато людей підозрює про запозичення цього іміджу з гомосексуального середовища.

За словами самого музиканта, сценічний імідж виконавців повинен відповідати музиці, яку вони грають:
«Коли ти граєш по-справжньому важкі, енергійні акорди, які б'ють, та рифи, які наганяють жах, ти повинен мати відповідний вигляд.»
Говорячи про появу шкіряного іміджу Гелфорда під час світового турне 1978 року, Ґленн Тіптон зауважив:
«Саме тоді народився весь шкіряний імідж, і тепер він просто не розділяється з музикою хеві-метал, як раніше — спандекс і атласні штани або навіть джинси і футболки.»

## Інша діяльність

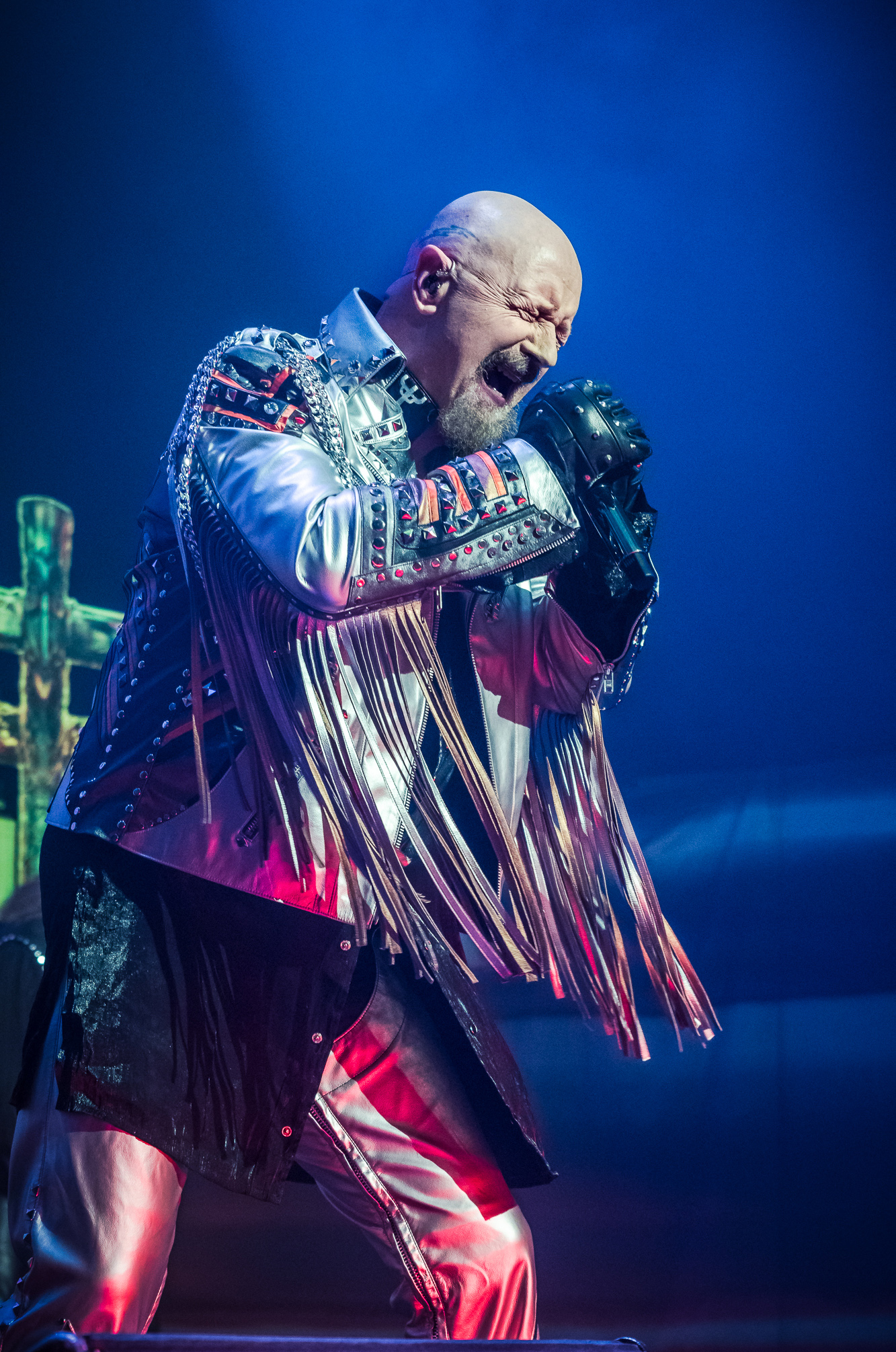
Гелфорд у 2018 році

У 2002 році Гелфорд зіграв епізодичну роль розгніваного продавця секс-шопу в молодіжному фільмі «Вищий пілотаж». Іронія долі полягала в тому, що пропонуючи цю роль музиканту, режисер стрічки Юнас Окерлунд не знав, що в молодості Роб підробляв на різних роботах, зокрема й у секс-шопах. Під час знімання також з'ясувалося, що ще один актор, який знімався в цьому фільмі, Мікі Рурк також у молодості працював продавцем у подібному магазині.
Роб — мультиінструменталіст, і хоча непогано він грає лише на губній гармошці та гітарі, але за його власним зізнанням достатньою мірою, щоб допомогти собі під час написання пісень, він грає на клавішних, бас-гітарі та барабанах.
У 1979 році Гелфорд написав книжку «Library of Tears» (укр. Бібліотека сліз), у якій розповідалося про недоумкуватого хлопця, який збирав людські сльози та печалі й жив за рахунок страждань людей. Книга так ніколи і не була видана, а сам автор стверджує, що не має поняття, де вона зараз знаходиться.
У 2009 році Роб випустив власну лінію одягу Metal God Apparel, яка включає переважно футболки. За словами музиканта, з юних років він прагнув реалізувати багато ідей різного плану, здійсненням яких займається і зараз. Потрапити у світ моди, яку Гелфорд характеризує як «кумедну і культурно важливу», була однією з них.
У 2019 році Гелфорд працював над автобіографією. Спочатку було оголошено, що автобіографія під назвою «Confess» (укр. Сповідь) буде опублікована в жовтні 2020 року, але офіційна дата виходу — 29 вересня 2020 року у видавництві Hachette Books. У серпні 2020 року Роб підтвердив, що завершив роботу над аудіокнигою, яка вийде одночасно з фізичним виданням.
Гелфорд з'явився в образі самого себе, представляючи персонажа Кевіна, в американській підлітковій комедійній драмі «Боги хеві-металу», що вийшла у 2022 році.

## Особисте життя

### Захоплення
Він проводить свій час між домівками у Сполучених Штатах та рідним містом Волсолл.
Роберт володіє автомобілями Aston Martin DBS 1970-х років випуску, Chevrolet Corvette і Mercury Cougar. Він отримав водійські права лише у віці 38 років. У 2010 році він заявив, що його основним автомобілем є Cadillac DTS 2006 року випуску.
У травні 2021 року губернатор штату Кентуккі Енді Бешир присвоїв Гелфорду звання полковника.

### Сексуальність
Гелфорд — гей. Він публічно розкрив свою гомосексуальність на MTV у 1998 році. Він розплакався, сказавши: 
«Це чудовий момент, коли ти виходиш із шафи. Зараз я зробив це і звільнив себе. Це чудове почуття для мене — нарешті відпустити себе і зробити цю заяву, особливо для „The Advocate“, тому що цей журнал приніс мені стільки втіхи протягом багатьох років. Очевидно, що це просто чудовий день для мене.»
Пізніше Гелфорд пояснив, що у нього не було плану чи порядку денного, коли він йшов давати інтерв'ю MTV. Здебільшого він говорив про альбом Voyeurs, і проговорився про свою сексуальну орієнтацію, коли йому поставили запитання продюсера студії. Він назвав це «чимось на кшталт великого стрибка вперед».
У той час, коли Гелфорд відкрив свою сексуальну орієнтацію, він був стурбований тим, що внаслідок цього втратить свою фан-базу. Він пояснював, що не може повертатися в певні місця світу, побоюючись лапідації. Він описував 1970-ті та 1980-ті роки як «неймовірно важкі», але не вважав їх важливими з музичної точки зору. Гелфорд жартома стверджував, що його не можна замінити гетеросексуалом, згадуючи покійного вокаліста Queen Фредді Мерк'юрі, кажучи, що «якби Фредді не був геєм, Queen була би зовсім іншою групою. Але це дійсно важлива частина мого життя, яку я повинен колись викласти на папері».

У 2018 році Гелфорд заявив, що суспільство не змінилося так сильно, як він сподівався, після його заяви: 
«Можна подумати, що мали б відбутися якісь зміни, і люди пішли б далі після такого довгого часу. Зараз, коли я переживаю свої хеві-метал роки в пенсійному віці (сміється), я думав, що багато чого з цього вже повинно було б піти. І це дуже шкода. Ми не так багато часу проводимо на цій планеті разом, тому немає сенсу витрачати його на розділення.»
Тематика його текстів не змінилася з моменту його камінг-ауту, і він уникав звертатися до неї в текстах пісень Judas Priest. Однак у пісні «Raw Deal» з альбому Sin After Sin йдеться про Файр-Айленд у Нью-Йорку, який був відомий у 1970-х і 80-х роках як селище геїв. Він вважав, що текст пісні був «трохи занадто», але був схвалений іншими учасниками гурту.
«Але коли ви слухаєте цю пісню, це справді майже як камінг-аут для мене. І це ніколи не було зареєстровано. (сміється) Лише в останні роки люди звернули увагу на цю пісню.»
У вересні 2020 року Гелфорд розповів, як у 1992 році у нього був «момент Джорджа Майкла», коли його заарештували за публічну непристойність у чоловічій ванній кімнаті, яку зазвичай використовують для випадкових сексуальних зв'язків на венеційському пляжі Лос-Анджелеса. Офіцер, який був фанатом Judas Priest, допоміг уникнути широкого розголосу про арешт.

### Здоров'я
У документальному серіалі «Behind the Music» (укр. За музикою) він розповів, що приховування своєї сексуальної орієнтації під час кар'єри Judas Priest викликало у нього депресію та ізоляцію, що призвело до зловживання алкоголем і наркотиками. Під час запису альбому Turbo Гелфорд боровся зі зловживанням наркотичними речовинами та жорстокою ворожнечею зі своїм романтичним партнером. У січні 1986 року співак потрапив до реабілітаційного центру після передозування знеболювальними і навіть зумів залишитися тверезим після того, як його партнер покінчив життя самогубством. Він каже, що відтоді він був чистим і тверезим. Він енергійно одужав, і його живі виступи під час наступного туру Fuel for Life Tour були названі одними з найсильніших у його кар'єрі.

Незважаючи на те, що він був чистим і тверезим з 1986 року, він зізнався, що у нього було бажання зловживати алкоголем та тютюном. 
«Я хотів би зробити все це, але не можу. Я все це робив. Я все це робив, і це мене мало не вбило. Я хотів би це робити, тому що коли я з друзями, і вони добре проводять час, а на твоєму плечі сидить цей маленький диявол: „Зроби швиденько постріл. Випий чарочку Джека“. Бути чистим і тверезим було найбільшим даром, який я отримав. Це був дар. Я не можу зробити це сам. Мені допомагає інше джерело. Це просто кайф поділитися цим з музикою в даний момент.»
Коли у 2016 році його запитали, яку роль відіграла тверезість у довголітті гурту, він відповів: 
«Без неї? О, я був би мертвий. Буквально, я був би мертвий.»
У 2013 році переніс операцію на спині, а у 2014 році — операцію з видалення пупкової грижі. Також боровся з раком простати під час карантину через COVID-19 після того, як відчув симптоми захворювання у 2017 році. У липні 2020 року йому зробили простатектомію. Після того, як у нього виявили ще один рак, він пройшов курс променевої терапії у квітні та травні того ж року і був виписаний у червні перед поїздкою до Англії, щоб відвідати сім'ю. Він також переніс апендектомію після того, як у нього виявили пухлину в апендиксі.

### Підтримка України
У грудні 2022 Роб записав відеозвернення з побажаннями українським «хеві-метал маніякам»:
«Привіт, хеві-метал маніяки України! Це ваш Металевий Бог. Я посилаю вам усю свою любов, усю свою силу, усю свою міць кожному з вас. Я дуже сильно вас люблю. Слава Україні. Залишайтеся сильними, залишайтеся важкими, залишайтеся металевими. О, так!»
У листопаді 2023 року він отримав у подарунок від українських прихильників вишиванку. Чоловік одразу одягнув її та показався в ній в соцмережах. Також він позував з прапором України та іграшкою-котом, якого назвав Славакіт.
На концерті Judas Priest в Німеччині 2 липня 2024 року вийшов на сцену з синьо-жовтим прапором. Та 5 липня 2025 разом з гуртом Scorpions

## Дискографія

### Judas Priest
- Rocka Rolla (1974)
- Sad Wings of Destiny (1976)
- Sin After Sin (1977)
- Stained Class (1978)
- Killing Machine (1978)
- Unleashed in the East (1979)
- British Steel (1980)
- Point of Entry (1981)
- Screaming for Vengeance (1982)
- Defenders of the Faith (1984)
- Turbo (1986)
- Priest...Live! (1987)
- Ram It Down (1988)
- Painkiller (1990)
- Angel of Retribution (2005)
- Nostradamus (2008)
- A Touch of Evil: Live (2009)
- Redeemer of Souls (2014)
- Battle Cry (2016)
- Firepower (2018)
- Invincible Shield (2024)

### Fight
- K5 – The War of Words Demos (1992) (випущено in 2007)
- War of Words (1993)
- Mutations (1994)
- A Small Deadly Space (1995)

### 2wo
- Voyeurs (1998)

### Halford
- Resurrection (2000)
- Live Insurrection (2001)
- Crucible (2002)
- Metal God Essentials, Vol. 1 (2007)
- Live in Anaheim (2010)
- Halford III: Winter Songs (2009)
- Halford IV: Made of Metal (2010)

### Rob Halford with Family and Friends
- Celestial (2019)[73]